# Estell Manor
Estell Manor é uma cidade localizada no estado americano de Nova Jérsei, no Condado de Atlantic.

## Demografia
Segundo o censo americano de 2000, a sua população era de 1585 habitantes.
Em 2006, foi estimada uma população de 1720, um aumento de 135 (8.5%).

## Geografia
De acordo com o United States Census Bureau tem uma área de
142,2 km², dos quais 138,7 km² cobertos por terra e 3,5 km² cobertos por água.

## Localidades na vizinhança
O diagrama seguinte representa as localidades num raio de 20 km ao redor de Estell Manor.